# Централен кооперативен съюз
Централният кооперативен съюз, съкратено ЦКС, е кооперативен съюз (обединение на кооперации) в България.
През ноември 1907 г. е учреден първият съюз с национален обхват – Главният съюз на българските земеделски кооперации, който през 1914 г. приема наименованието Общ съюз на българските земеделски кооперации. Той е сред основните инициатори за създаване на общо кооперативно сдружение в България под наименование Централен кооперативен съюз.
В началото на 1947 г. функционират общо 21 кооперативни съюза и централи. На тяхна основа през октомври 1946 г. се учредява Централният кооперативен съюз, регистриран на 2 април 1947 г. в дружествения търговски регистър с определение № 949 на Софийския областен съд, фирмено отделение (ДВ, бр. 78/05.04.1947 г.)
Учредители на Централния кооперативен съюз са 8 съюза и централи: Общ съюз на българските земеделски кооперации; Общ съюз на занаятчийските кооперации; Горски кооперативен съюз; Съюз на тютюневите кооперации; Лозаро-винарска кооперативна централа; „Ведома“ – централа на чиновническите кооперации; Съюз на железничарските кооперации и „Задруга“ ООД на Съюза на популярните банки, които се сливат в общо кооперативно сдружение с ограничена отговорност под наименование „Централен кооперативен съюз – Коопцентър“ със седалище в София за срок от 101 г.
Основаването на ЦКС фактически национализира кооперациите в страната (извън системата на Трудовите кооперативни земеделски стопанства, които се управляват отделно), поставяйки ги под централизирания контрол на държавата в рамките на тоталитарната комунистическа система.